# بفراين سالو
بفراين سالو ("قاعة التحرير", تُلفظ بالألمانية: [bəˈfʀaɪ̯ʊŋsˌhalə]) هو نصب تذكاري مبني على نظام العمارة الكلاسيكية الحديثة على تلة مشيلسبرج (Michelsberg) فوق مدينة كلهايم في بافاريا، ألمانيا. يقف في اتجاه المنبع في ريغنسبورغ على نهر الدانوب وذلك عند ملتقى نهر الدانوب و ألتمول (Altmühl)، مثل قناة الراين الرئيسية للدانوب (Rhine–Main–Danube Canal) . تم إعطاء الأمر بالبناء من قِبل الملك لودفيغ الأول لـ إحياء ذكري الانتصار علي نابليون في الحملة الألمانية لعام 1813 (German Campaign of 1813) إلي 1815.

## التاريخ

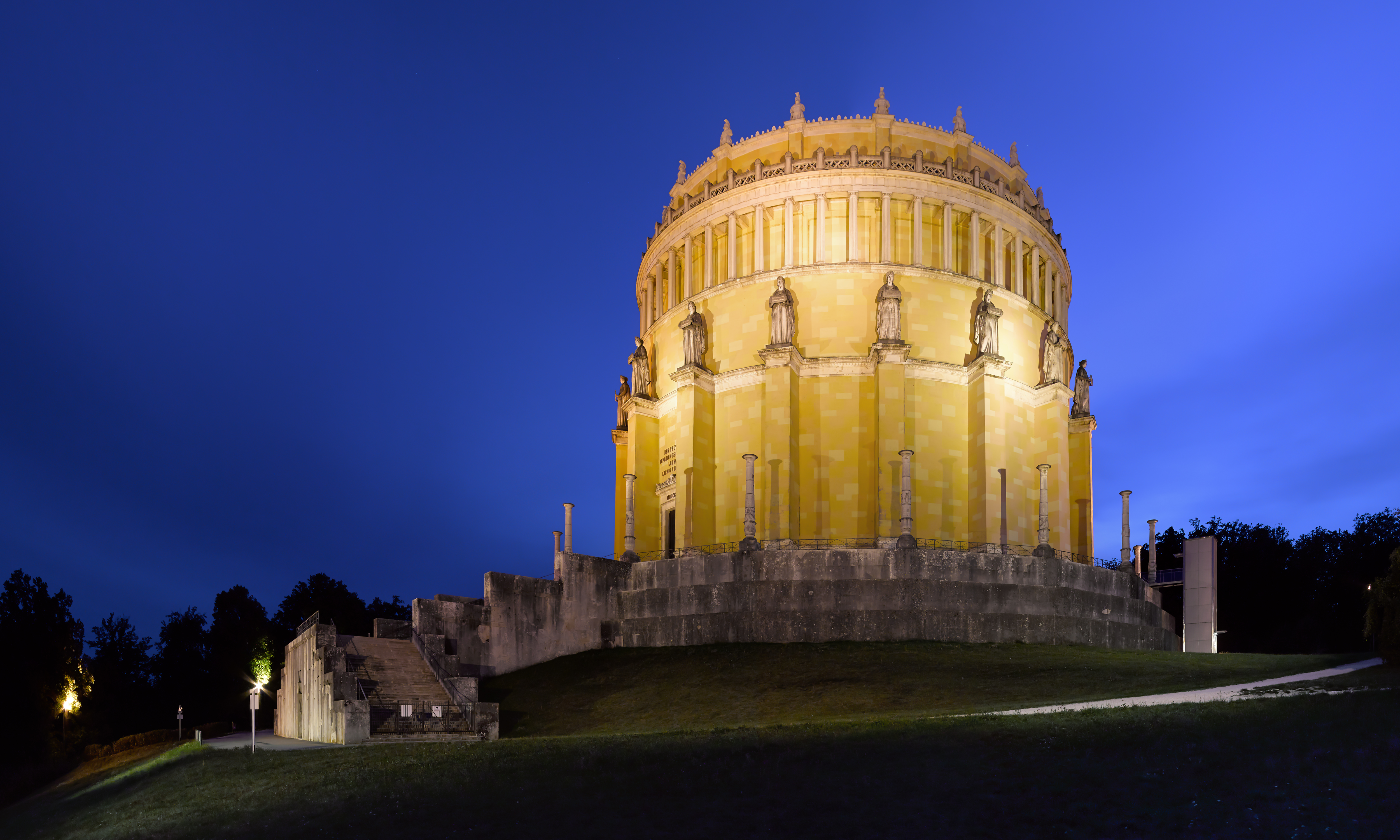
بفراين سالو في الليل

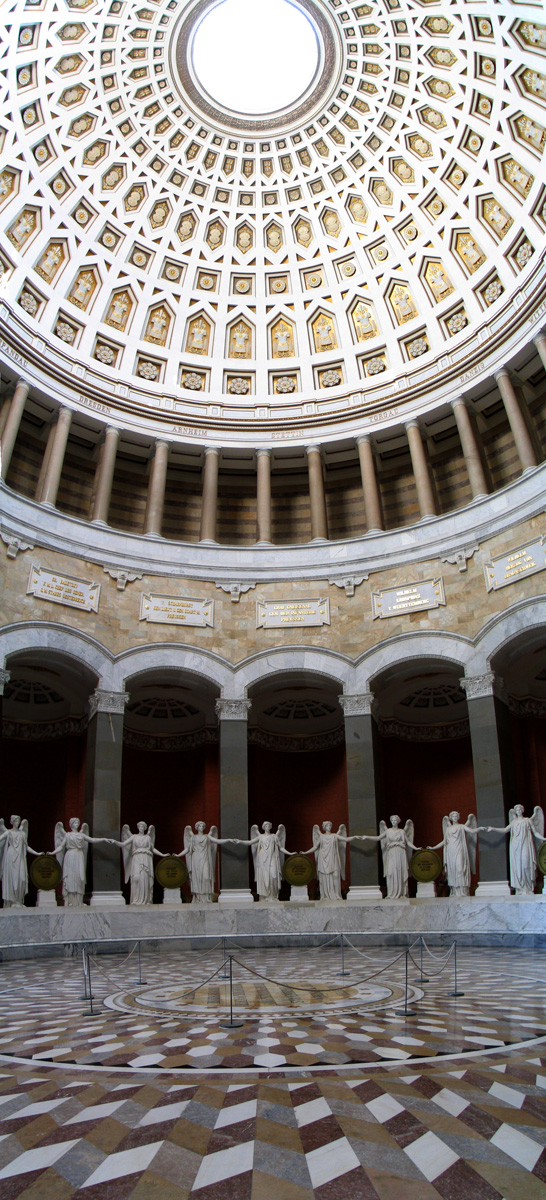
داخل النصب مع منحوتات بواسطة لودفيج مايكل شوانثالر (Ludwig Michael Schwanthaler).

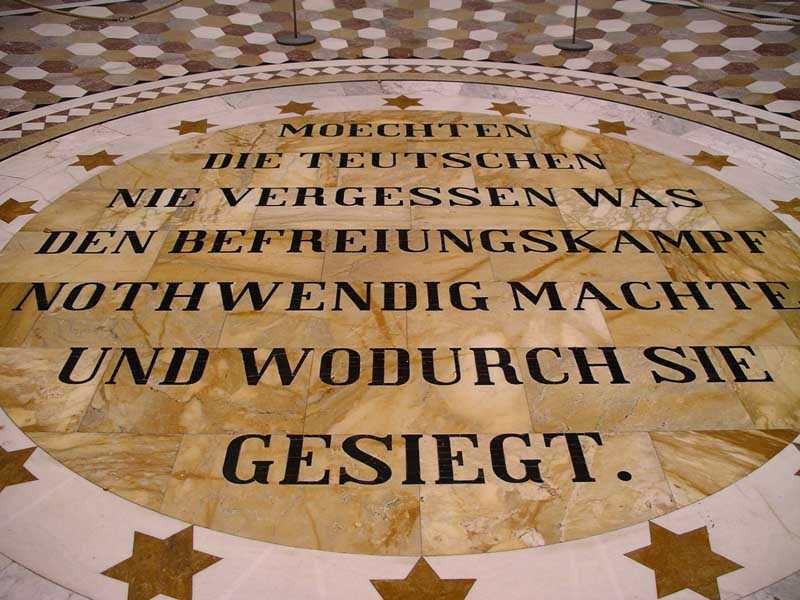
كتابات علي الأرض

أمر الملك لودفيغ الأول ملك بافاريا ببناء البفراين سالو لتخليد ذكري الانتصارات ضد نابليون في حروب التحرير (German Campaign of 1813) التي حدث ما بين 1813-1815.

## الآن
القاعة مفتوحة للعامة لكن أعمال الإصلاح والترميم لوجه المبني جارية الآن، ومن المتوقع أن تستمر حتى نهاية 2017. المعرض الخارجي العلوي مغلق في وجه الزوار

## روابط خارجية
- بفراين سالو – صور
- الموقع الرسمي